# Vincenzo Mistrali
Vincenzo Paolo Mistrali (Parma, 3 luglio 1780 – 14 maggio 1846) è stato un politico e poeta italiano.
Fu governatore del Ducato di Parma e Piacenza e ministro delle Finanze della duchessa Maria Luigia d'Austria.

## Biografia
Di famiglia operaia, nel 1802 conseguì un diploma in filosofia e fece poi studi letterari. Per ragioni familiari abbandonò gli studi per un impiego di scritturale presso il banchiere Serventi. Il conte Stefano Sanvitale lo volle come suo segretario ed educatore del figlio Luigi. Nel 1806, durante il governo dell'Impero francese, fu segretario generale del Comune di Parma.
Il prefetto francese Nardon, inviso alla cittadinanza nonché al sottoprefetto Giovanni Battista De Gubernatis, prese a perseguitarlo; per porre fine ai suoi soprusi il Mistrali, consigliato dal De Gubernatis e da altre personalità, partì per Parigi per presentare accuse di malversazione nei suoi confronti, ma il Nardon lo fece fermare a Torino dalla polizia come un comune delinquente. A Parigi venne però costituita una commissione d'inchiesta guidata dal commissario imperiale Vieuville, e in luglio 1810 Nardon fu destituito dai suoi incarichi a Parma. Al suo posto fu inviato il barone Henri Dupont-Delporte, che resse con senso di equilibrio il Dipartimento del Taro fino alla caduta dell'impero napoleonico.
Il Mistrali andò poi a Parigi, dove venne nominato direttore del Deposito di Mendicità del Dipartimento del Mediterraneo di Livorno. Su consiglio della granduchessa di Toscana Elisa Bonaparte, sorella di Napoleone, fu nominato prefetto di Ginevra. Nel 1811 fu inviato ad Ajaccio, poi fu direttore del "Deposito di Mendicità del Dipartimento dell'Arno" a Firenze e viceprefetto di Grosseto.
Nel 1814, dopo la caduta dell'impero Napoleonico, andò a Parigi. Il 15 agosto 1814 l'imperatore Francesco I lo nominò governatore del Ducato di Parma e Piacenza. Mantenne questa carica fino al 1821, quando il segretario di Stato barone Werklein, sospettandolo di liberalismo e volendone limitare i poteri, ridusse il suo governatorato a soli dieci comuni, compresa la città di Parma.

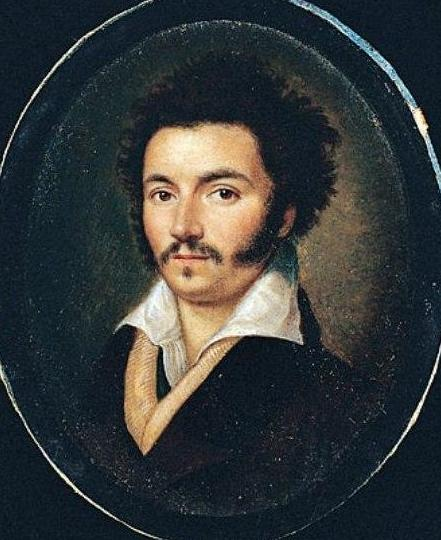
Ritratto giovanile di Vincenzo Mistrali (Museo Glauco Lombardi)

Nel 1830 la duchessa Maria Luigia lo nominò ministro delle Finanze, contando su di lui per riassestare le casse dello Stato. Il Mistrali operò con energia, riuscendo a risanare una situazione particolarmente critica. Alleggerì la pressione tributaria e convinse Maria Luigia a scorporare il proprio appannaggio dall'erario dello Stato. Durante il suo incarico vennero realizzate diverse opere importanti, tra cui i ponti sul Nure, sull'Arda e sul Tidone, e venne istituito il Collegio Maria Luigia, nato dalla fusione del collegio dei Nobili col collegio Lalatta. Maria Luigia gli conferì nel marzo 1816 il titolo di barone, e lo nominò senatore di Gran Croce dell'Ordine Costantiniano di San Giorgio e suo consigliere intimo.
Nel 1834 venne ucciso in un attentato il direttore della polizia parmense, Edoardo Sartorio. Pietro Giordani venne accusato di complicità e arrestato. Dopo tre mesi vennero scoperti i responsabili e Giordani fu prosciolto e liberato, ma il Mistrali, su cui erano state fatte illazioni come possibile mandante, volle dare le dimissioni da ministro, subito respinte.
Nel 1836 fu decorato della medaglia d'oro per i servizi prestati durante un'epidemia di colera. Fu membro della Società italiana dell'Accademia tiberina di Roma, dell'Accademia atestina di Belle Arti di Modena e membro titolare a vita dell'Istituto d'Africa, con sede a Parigi.  Nel 1841, anche in seguito a dissapori nell'ambiente politico, chiese di ritirarsi dall'incarico di ministro delle Finanze, ma la Duchessa lo pregò di rimanere al suo posto. Morì nel 1846 all'età di 66 anni per un'apoplessia, forse causata dall'eccessivo lavoro.
A Parma gli è intitolata una via del centro storico nei pressi di piazza Garibaldi.

## Opere
Vincenzo Mistrali fu appassionato di letteratura e autore di componimenti poetici, che firmò anche con lo pseudonimo Pippo di Tonia, Tra di essi:
- Il Catalogo. Oda al tipografo Giambatista Bodoni, Crisopoli, Dalla Tipografia Omerica, 1807.
- Le prime odi, Tipografia Bodoniana, Parma 1809
- Emilio Mistrali (a cura di), Odi di Vincenzo Mistrali, Parma, Coi tipi di Giacomo Ferrari e figli, 1869. Raccolta curata dal figlio, contenente 23 pp. di biografia di Vincenzo e dedicata alla famiglia Sanvitale.[3]